# Viaductul Millau
Viaductul Millau este un pod rutier hobanat (pe cabluri) ce trece peste valea Tarn, în departamentul Aveyron, în Franța. Podul asigură continuitatea autostrăzilor A75 și A71 între Paris și Béziers.
Acest pod, inaugurat oficial pe 14 decembrie 2004, deține patru recorduri mondiale.

## Amplasament

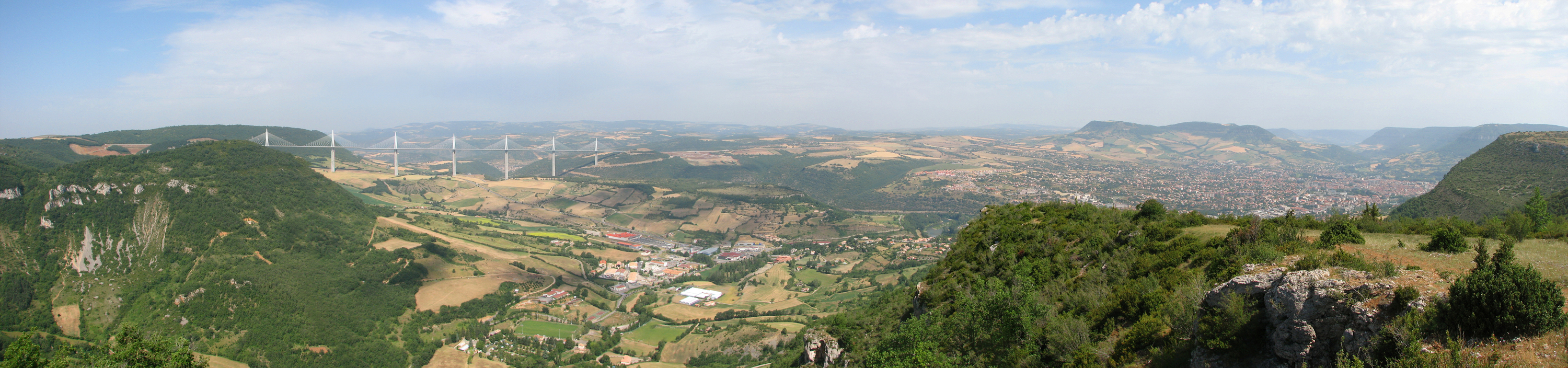
Viaductul Millau şi oraşul omonim în dreapta

Viaductul Millau este plasat pe teritoriul comunelor Millau și Creissels, în departamentul Aveyron, Franța. Înainte de construirea podului, traficul de pe autostradă cobora pe fundul văii râului Tarn, urmând drumul național 9, în apropiere de Millau. Acest lucru producea aglomerație la începutul și sfârșitul vacanței de vară.
Podul traversează valea Tarn desupra celui mai jos punct al acesteia, unind două dealuri de calcar, Causse du Larzac  și Causse Rouge, dealuri plasate în parcul natural regional Grands Causses.

## Istorie
Autostrada A75 este unul din cele mai importante căi de comunicație care unesc sudul și nordul Franței. Construcția sa a început în 1975 și s-a terminat în 2004, odată cu terminarea viaductului.

### Studii preliminare
Primele studii pentru construirea podului au început în 1988. Viaductul este declarat lucrare de utilitate publică pe 10 ianuarie 1995. Alegerea soluției hobanate propuse de consorțiul Europe Études — Société d'Études R.Foucault et Associés — Sogelerg — Norman Foster este făcută pe 9 iulie 1996. A fost deci nevoie de nu mai puțin de opt ani pentru a defini traseul și a alege soluția. Încă cinci ani au fost necesari pentru alegerea constructorului.

### Construcție
Piatra de temelie a fost pusă pe 14 decembrie 2001 și viaductul a fost pus în serviciu pe 17 decembrie 2004.

### Concesiune
Viaductul de la Millau a fost unul din primele obiective concesionate potrivit legii finanțării autostrăzilor din Franța din 2001. Potrivit acestei legi, lucrarea de artă este proprietatea statului francez și este concesionată unei companii care suportă și costurile de construcție. În cazul acestui pod, concesionarul, grupul EIFFAGE, a obținut concesiunea pe o perioadă neobișnuit de lungă, de 78 ani. Perioada este necesară pentru amortizarea investiției. În contract sunt prevăzute și cazurile în care statul și concesionarul pot încheia anticipat contractul.

## Date tehnice
Viaductul este un pod hobanat cu o lungime de 2.460 m. Traversează râul Tarn la aproape 270 m altitudine. Tablierul, cu o lățime de 32 m, conține o autostradă cu două benzi și o bandă de urgență pe fiecare sens de mers.
Podul este susținut de șapte picioare prelungite prin piloni de 87 m înălțime, de care sunt agățate cele 11 perechi de hobane. Raza de curbură a podului este de 20 km, ceea ce permite vehiculelor o traiectorie mai precisă decât în linie dreaptă.